# خلفان إبراهيم
خلفان إبراهيم خلفان آل خلفان، من مواليد 18 فبراير 1988 في الدوحة بقطر، لاعب هجوم كرة قدم قطري معتزل، ولعب سابقاً في نادي السد والعربي و الريان ومنتخب قطر لكرة القدم.
والده هو اللاعب الكبير والسابق إبراهيم خلفان الذي كان من ألمع نجوم الكرة القطرية في الأعوام السابقة بالإضافة للاعبين النجوم الآخرين الذي قدموا الكثير للكرة القطرية سابقًا.
يعتبر خلفان من أفضل المواهب الخليجية الصاعدة، ويعول عليه نادي السد ومنتخب قطر لكرة القدم كثيرا.
قدم مستويات رائعه مع ناديه (نادي السد) ، وكان له الفضل هو وزملائه في تحقيق دوري أبطال آسيا 2011 وإحراز المركز الثالث (الميدالية البرونزية) لكأس العالم للأندية.
وفي نفس هذا الموسوم وعلى الصعيد المحلي تواجد اسم خلفان من المرشحين لأفضل لاعب في الموسم الكروي والتي حصل عليها تاباتا لاعب الريان.
وهو من صناع اللاعب المميزين بالإضافة إلى أنه هداف من طراز عالي ولعل أهدافه مع ناديه ومنتخب بلاده خير دليل.
و قد حصل خلفان إبراهيم على جائزة أفضل لاعب في آسيا في عام 2006م.
خلفان لعب لأول مرة لمنتخب قطر للشباب تحت 17 سنه - في كأس الخليج التي عقدت في عام 2003. الانتهاء من قطر الوصيف وخلفان المركز الثاني في قائمة الهدافين برصيد 6 أهداف. وكان ضمن تشكيلة منتخب قطر الذي لعب في نهائيات كأس العالم لكرة القدم تحت 17 عاما في بيرو، وسجل هدف واحد في المباراة ضد هولندا . تألق هو وزملائه الشباب امام خصومهم الاقوياء ووصلوا إلى طريق مسدود في نهاية الشوط الأول 2-2 لكنها خسرت في النهاية 3-5. في نفس العام لعب في دورة ألعاب غرب آسيا.ولعب دورة الألعاب الاسيويه عام 2006 مع منتخب قطر الأولمبي وحصل على لقب البطولة. في البطولات المذكورة أعلاه ولعب مع عدد من زملائه الذين كانوا معه لتصبح العمود الفقري للنادي السد والمنتخب الوطني.
بعد أدائه المتميز على مستوى الشباب، وقال انه حطم وزملائه في فريق العنابي العليا. وكان انتصار كبير لها أول لقب دورة الألعاب الآسيوية وفاز أمام جماهيره، مع خلفان سجل 2 أهداف. وسجل هدفين ضد بنغلاديش في الدول الآسيوية 2007 مباراة في تصفيات كأس العالم. ثم تولى المشاركة في كأس الخليج له الأولى، خلفان احرز هدفا واحدا ضد البحرين.
والجدير بالذكر انه حصل على أفضل لاعب آسيوي وهو لم يمثل المنتخب القطري الأول سوى في 6 مباريات دوليه وكان المرشحين الثلاثة اللاعب السعودي محمد الشلهوب (ممثل منتخب بلاده بكاس العالم بنفس العام) واللاعب بدر المطوع وحصل اللاعب خلفان إبراهيم خلفان على الجائزة.

## الإصابات والغيابات
لعل أكثر ما أعاق خلفان هي كثرة إصاباته بالملاعب، ولعل إصابته بالرباط الصليبي لمرتين متتاليتين خير دليل على ذلك، وهذا يسبب له ابتعاد عن الكرة فترات طويلة لما يحتاج من عمليات وعلاج وفترة تأهيل.
| سبقه حمد المنتشري | أفضل لاعب آسيوي 2006 | تبعه ياسر القحطاني |

## روابط خارجية
- خلفان إبراهيم على موقع الاتحاد الدولي (مؤرشف)  (الإنجليزية)
- خلفان إبراهيم على موقع قاعدة بيانات كرة القدم.إي يو (الإنجليزية)
- خلفان إبراهيم على موقع ناشيونال فوتبول تيمز (الإنجليزية)
- خلفان إبراهيم على موقع Soccerway.com (الإنجليزية)